# 3X3
3X3 je druhé EP britské skupiny Genesis. Obsahuje tři skladby, jejichž nahrávání probíhalo od května do června 1981 během nahrávání alba Abacab. Jejich producentem byla skupina Genesis a EP vyšlo v květnu 1982 u vydavatelství Charisma Records a Vertigo Records.

## Seznam skladeb
Autory všech skladeb jsou Tony Banks, Phil Collins a Mike Rutherford.
| Pořadí         | Název            | Délka |
| -------------- | ---------------- | ----- |
| 1.             | Paperlate        | 3:20  |
| 2.             | You Might Recall | 5:30  |
| 3.             | Me and Virgil    | 6:18  |
| Celková délka: | Celková délka:   | 15:10 |

## Obsazení
- Tony Banks – klávesy
- Phil Collins – bicí, perkuse, zpěv
- Mike Rutherford – kytara, baskytara